# オロフ・アレニウス
オロフ・アレニウス（Olof Arenius、1700年12月16日 - 1766年5月5日）はスウェーデンの画家である。

## 略歴
ウップランドのBro sockenの牧師の家に生まれた。ウプサラ大学で神学を学ぶが、画家に転じ、宮廷画家のダーフィト・クラフトの弟子となった。
1729年にオランダに修行に出て、ドイツ生まれで、イギリスで働いた、ゴドフリー・ネラーやスウェーデン生まれのミカエル・ダールに学んだ。1736年にスウェーデンに戻り、スウェーデン国王、フレドリク1世の宮廷画家となり、流行に敏感な人々から人気のある肖像画家となった。アレニウスの作品はスウェーデン国立美術館に収められている。

## 肖像画

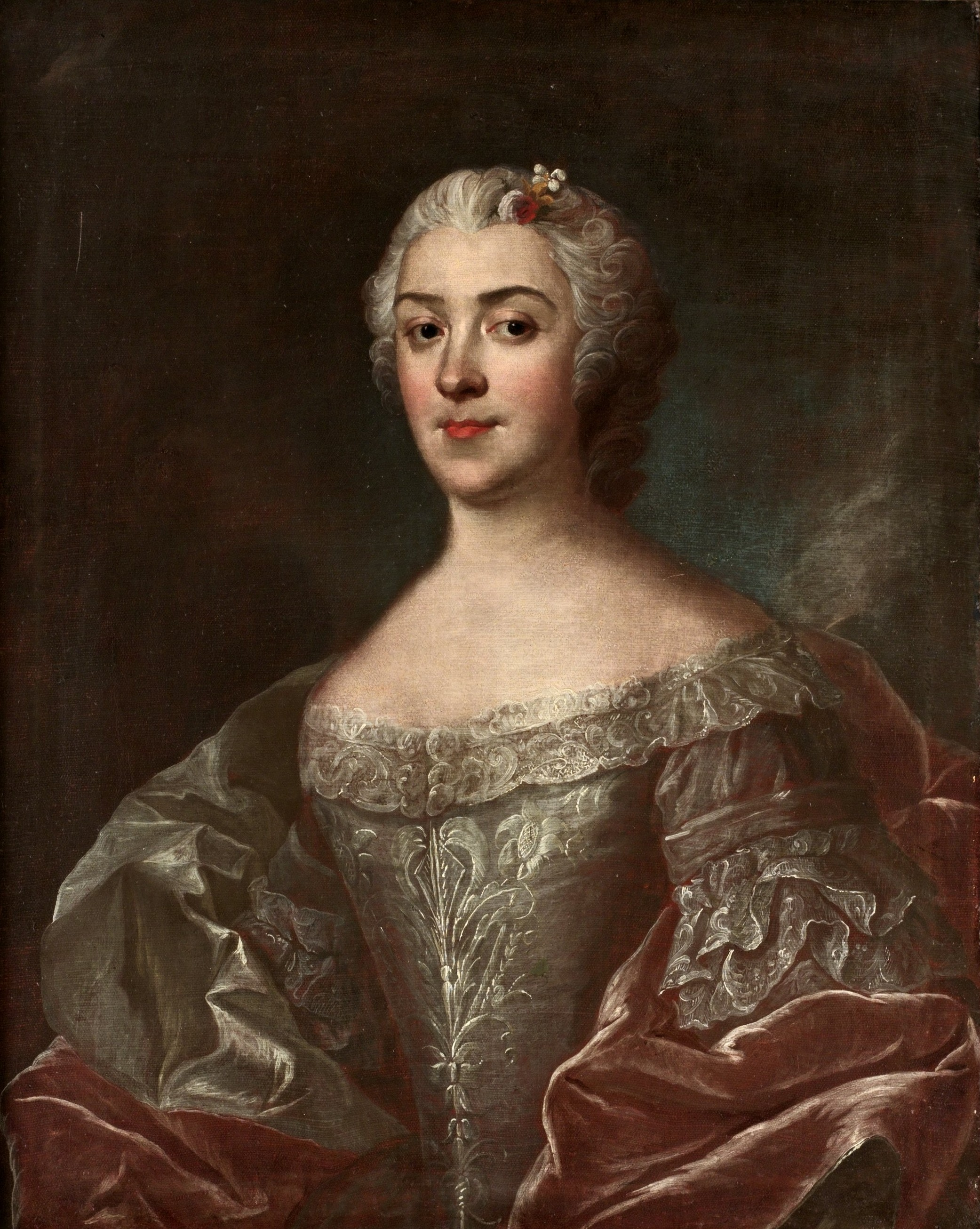
Grevinnan Kristina Horn
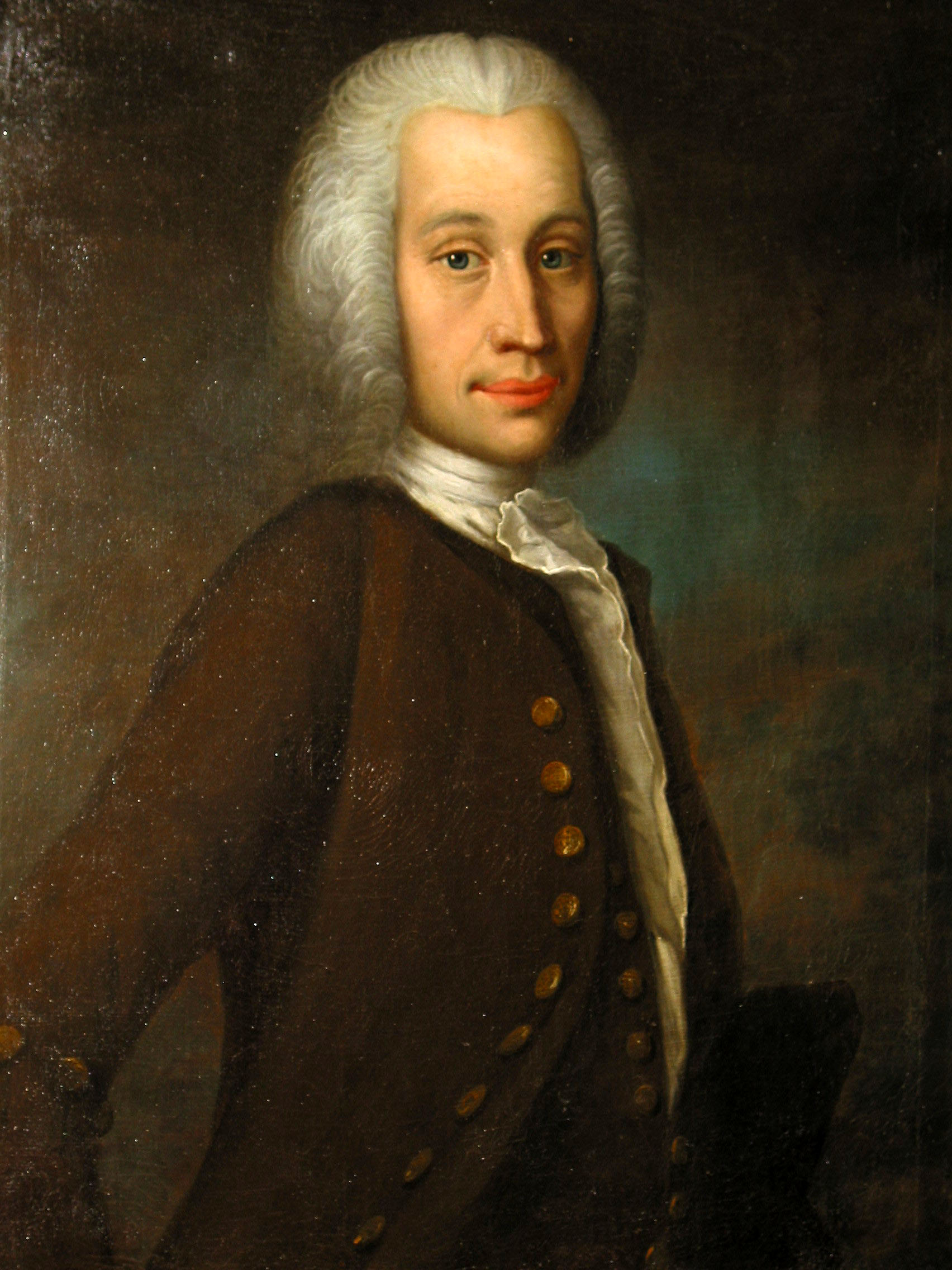
アンデルス・セルシウス(科学者）
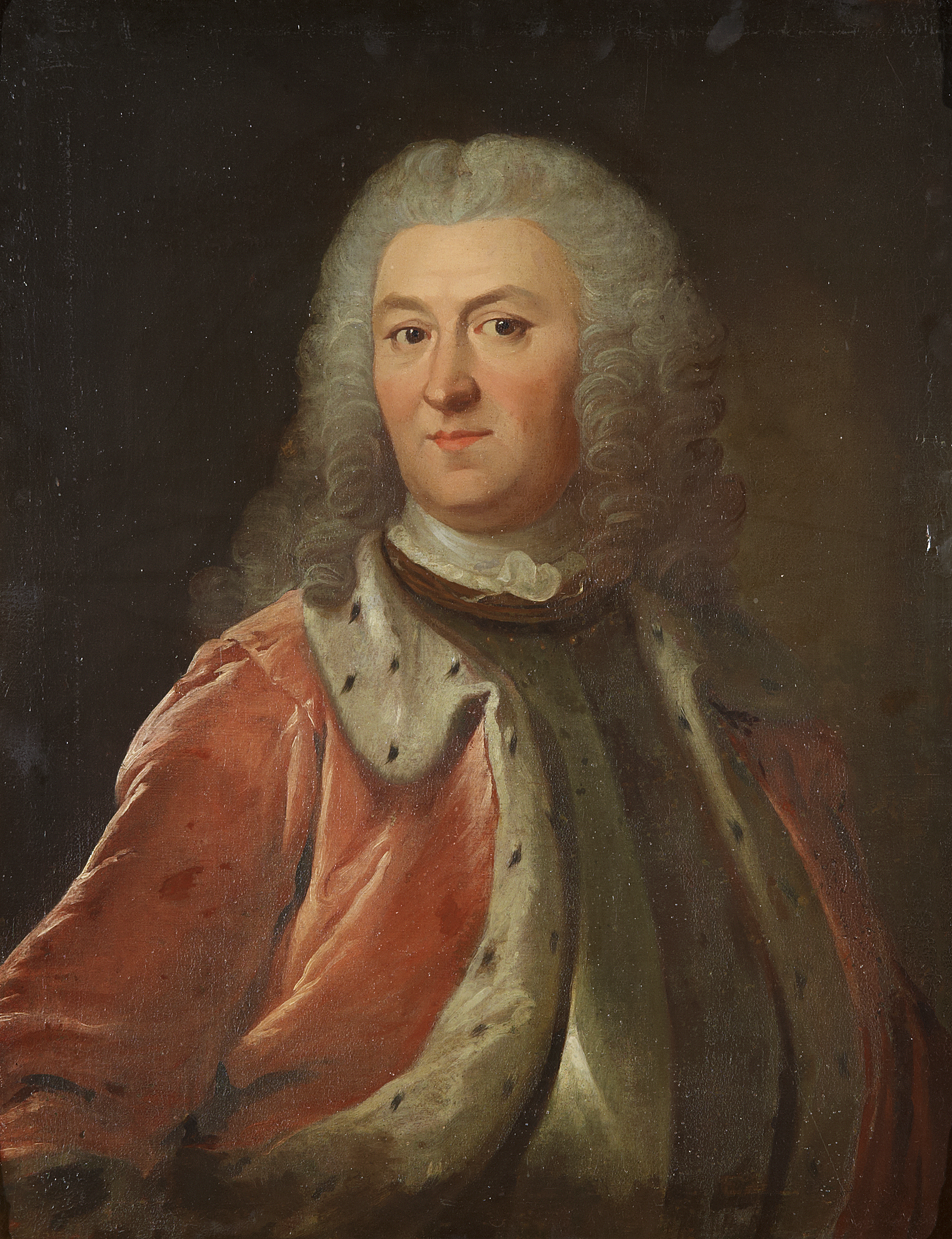
Axel Löwen（軍人）
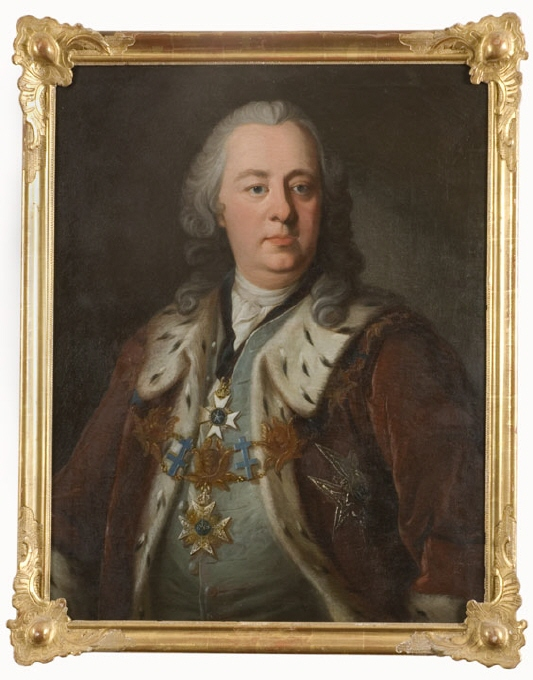
Carl Ehrenpreus（政治家、学者）